# Tenisz a 2004. évi nyári olimpiai játékokon
A 2004. évi nyári olimpiai játékokon a teniszben négy számban avattak olimpiai bajnokot.

## Éremtáblázat
(Az egyes számoszlopok legmagasabb értékei vastagítással kiemelve.)
| A 2004. évi nyári olimpiai játékok éremtáblázata teniszben | A 2004. évi nyári olimpiai játékok éremtáblázata teniszben | A 2004. évi nyári olimpiai játékok éremtáblázata teniszben | A 2004. évi nyári olimpiai játékok éremtáblázata teniszben | A 2004. évi nyári olimpiai játékok éremtáblázata teniszben | Olimpia  |
| ---------------------------------------------------------- | ---------------------------------------------------------- | ---------------------------------------------------------- | ---------------------------------------------------------- | ---------------------------------------------------------- | -------- |
|                                                            | Ország                                                     | Arany                                                      | Ezüst                                                      | Bronz                                                      | Összesen |
| 1.                                                         | Chile (CHI)                                                | 2                                                          | 0                                                          | 1                                                          | 3        |
| 2.                                                         | Belgium (BEL)                                              | 1                                                          | 0                                                          | 0                                                          | 1        |
| 2.                                                         | Kína (CHN)                                                 | 1                                                          | 0                                                          | 0                                                          | 1        |
|                                                            |                                                            |                                                            |                                                            |                                                            |          |
| 4.                                                         | Franciaország (FRA)                                        | 0                                                          | 1                                                          | 0                                                          | 1        |
| 4.                                                         | Németország (GER)                                          | 0                                                          | 1                                                          | 0                                                          | 1        |
| 4.                                                         | Spanyolország (ESP)                                        | 0                                                          | 1                                                          | 0                                                          | 1        |
| 4.                                                         | Egyesült Államok (USA)                                     | 0                                                          | 1                                                          | 0                                                          | 1        |
|                                                            |                                                            |                                                            |                                                            |                                                            |          |
| 7.                                                         | Argentína (ARG)                                            | 0                                                          | 0                                                          | 1                                                          | 1        |
| 7.                                                         | Ausztrália (AUS)                                           | 0                                                          | 0                                                          | 1                                                          | 1        |
| 7.                                                         | Horvátország (CRO)                                         | 0                                                          | 0                                                          | 1                                                          | 1        |
|                                                            |                                                            |                                                            |                                                            |                                                            |          |
| Összesen                                                   | Összesen                                                   | 4                                                          | 4                                                          | 4                                                          | 12       |

## Érmesek
| A 2004. évi nyári olimpiai játékok érmesei teniszben |                                                      |                                                                  |                                                    |
| Versenyszám                                          | Arany                                                | Ezüst                                                            | Bronz                                              |
| Férfi egyes                                          | Nicolás Massú · Chile (CHI)                          | Mardy Fish · Egyesült Államok (USA)                              | Fernando González · Chile (CHI)                    |
| Férfi páros                                          | Chile (CHI) · Fernando González · Nicolás Massú      | Németország (GER) · Nicolas Kiefer · Rainer Schüttler            | Horvátország (CRO) · Mario Ančić · Ivan Ljubičić   |
| Női egyes                                            | Justine Henin · Belgium (BEL)                        | Amélie Mauresmo · Franciaország (FRA)                            | Alicia Molik · Ausztrália (AUS)                    |
| Női páros                                            | Kína (CHN) · Li Ting · Szun Tien-tien (Sun Tiantian) | Spanyolország (ESP) · Conchita Martínez · Virginia Ruano Pascual | Argentína (ARG) · Paola Suárez · Patricia Tarabini |